# 黑眼小姬蛙
黑眼小姬蛙（学名：Micryletta melanops），一种于越南南部郎邊高原发现的两栖动物，隶属于姬蛙科小姬蛙属。

## 形态特征
模式标本成年雌蛙体长22.4毫米。身体表面光滑。背部橙红色，有小的不规则形状的浅棕色斑块构成网状图案；体侧为棕色，前面为深棕色，向后逐渐变为灰棕色，后面为半透明；四肢背面呈深棕色，具有橙红色斑点；腹面深灰色。